# 俄网
俄网或主权俄国网络指俄罗斯的国家局域网。

## 历史
俄罗斯在2019年通过新法规允许建设俄罗斯自主互联网，为“俄网”（Runet）创建一个独立的基础设施。12月的测试表明，该设施可以在与国际互联网断开的情况下独立运行。
在2022年俄罗斯入侵乌克兰期间，俄罗斯受到来自世界各地的源源不断的DDoS攻击，有传言称俄罗斯政府打算启用自己的国家局域网络，即与国际互联网断开的俄网，后来被俄罗斯政府否认。